# Benjamin de Jager
Pour les articles homonymes, voir De Jager ou De Jaeger et Jager.
Pas d'image ? Cliquez ici

a Compétitions nationales et continentales officielles uniquement.

b Matchs officiels uniquement.
Dernière mise à jour le 2 mars 2023.
Benjamin de Jager (né le 12 janvier 1980 au Cap, en Afrique du Sud) est un joueur italien de rugby à XV d'origine sud-africaine qui évolue au poste d'ailier, d'arrière ou de centre. Il mesure 1,96 m pour 92 kg.

## Carrière

### En club
Benjamin de Jager arrive en Italie en 1999. Il dispute quatre saisons en serie B avec l'Amatori Catane, avant de rejoindre la série A2 en 2003, puis d'être promu en série A1 en 2004, série A1 devenue Super 10, soit la compétition majeure disputée dans la péninsule italienne. 
- ????-1999 :  False Bay College
- 1999-2007 :  Amatori Catane
- 2007-2012 :  Benetton Trévise
- 2012-2016 :  Rugby Calvisano
- 2016-2017 :  Ruggers Tarvisium

### En sélection
Il a honoré sa première et unique cape internationale le 11 juin 2006 avec l'équipe d'Italie contre le Japon pour une victoire 52-6,.

## Palmarès

### En club
- Champion d'Italie en 2009 et 2010 avec le Benetton Trévise, et 2014 et 2015 avec le Rugby Calvisano.
- Coupe d'Italie en 2010 avec le Benetton Trévise et en 2015 avec le Rugby Calvisano.

## En sélection
- 1 sélection avec l'Italie depuis 2006.
- 5 points (1 essai).
- Sélections par année : 1 en 2006.
- Tournoi des Six Nations disputé: néant
- Coupe du monde de rugby disputée : néant